# Лурджи (Синий) монастырь
Лурджи (Синий) монастырь (груз. ლურჯი მონასტერი) — культовый комплекс в Тбилиси. Находится в парке Вере.
Храм монастыря посвящён Андрею Первозванному.
Популярное историческое название Лурджи (груз. ლურჯი — «синее») дано по его крыше, украшенной глазурованной плиткой голубого цвета.

## История
Считается, что монастырь основан в VII веке. Первые из сохранившихся построек монастыря относятся к 1180-х годам, царствованию царицы Тамары.
Надпись в южном тимпане монастырского собора указывает Василия, бывшего архиепископа Картли, как главного строителя.
Церковь Лурджи монастери (Синий монастырь) возведена в эпоху царицы Тамары в конце XII в. считается фамильной церковью Иобидзе. Надпись в южном тимпане церкви «Лурджи монастери» гласит: «… церковь построена по повелению бывшего Тбилисского Архиепископа Басилия. Надпись, по мимо строителя, упоминает также и его брата, известного политического деятеля времен Тамары — Абуласана…». Архиепископ Басили и его брат, политический деятель Абуласан по фамилии Иобидзе. (источник: книга «Иобидзета гварис история» издана в г. Кутаиси в 2017 г., автор: Лиана Зибзибадзе-Иобидзе, стр. 54)
Существует мнение исследователей, что один из наследников Абуласана Габа Иобидзе стал основателем фамилии Габашвили, что возможно обусловлено политической обстановкой и обстоятельствами. Фактическим доказательством этого является то, что впоследствии владельцами фамильной церкви и родового имения Иобидзе представляются Габашвили. (источник: книга «Иобидзета гварис история» издана в г. Кутаиси в 2017 г., автор: Лиана Зибзибадзе-Иобидзе, стр. 107)
В XVIII веке церковь находилась на попечении благородной семьи Габашвили. В 1873 году церковь была реконструирована по проекту Александра Чижова, с перекладкой в кирпиче стен и сооружением нового круглого купола, чуждого грузинским архитектурным традициям. Грузинская православная церковь возобновила в ней богослужение.
В XVI веке монастырь был разорён персами и более не возобновлялся. В 1745 году Вахушти указывает его как Георгиевский монастырь и отмечает, что «это только один священник». Вахушти называет церковь «синим монастырем».
Сильно повреждённая церковь была восстановлена как трёхнефная кирпичная базилика, без купола, в XVII веке.
Новая церковь Иоанна Богослова в типично русском стиле была построена к югу русским наместником Григорием Голицыным в 1898—1901 годах. В настоящее время храм действующий, богослужения проходят на грузинском языке.
В советское время здания монастыря были заняты под размещение производства, склада, затем были заняты Музеем грузинской медицины.
В 1990 году монастырь был восстановлен Грузинской православной церковью, было возобновлено богослужение. В 1995 году купол собора был заменён новым коническим, что в большей степени соответствовало традиционному грузинскому архитектурному стилю. От первоначального здания XII века сохранились только апсида с большими окнами, украшенная резьбой по дереву, нижняя половина южной стены и несколько каменных элементов западного и северного фасадов.